# Birgitte Frederiksen
Birgitte Frederiksen (* 19. November 1963) ist eine ehemalige dänische Fußballspielerin.

## Karriere

### Verein
Frederiksen spielte ausschließlich für den in Odense auf der Insel Fünen ansässigen Boldklubben 1909 in der seinerzeit höchsten Spielklasse.

### Nationalmannschaft
Frederiksen bestritt als Nationalspielerin für die DBU in drei Jahren neun Länderspiele. Sie krönte ihr Debüt am 10. August 1983 in Mellerud bei der 1:2-Niederlage im Freundschaftsspiel gegen die Nationalmannschaft Schwedens sogleich mit ihrem ersten Länderspieltor, dem Treffer zum 1:1 in der 46. Minute. Mit ihren (letzten) drei Spielen in der EM-Qualifikationsgruppe 4 – im zweiten gegen die Nationalmannschaft Belgiens gelangen ihr beim 2:2-Unentschieden beide Tore – trug sie zur Teilnahme an der EM-Finalrunde bei. Ihr einziges EM-Länderspiel bestritt sie am 28. April 1984 in Hjørring bei der 0:1-Niederlage gegen die Nationalmannschaft Englands, die am 8. April in Crewe mit dem 2:1-Sieg damit das EM-Finale erreichte. Später bestritt sie die (ersten) drei Spiele der EM-Qualifikationsgruppe 1, unterbrochen vom Freundschaftsspiel gegen die Nationalmannschaft Irlands am 17. April 1985 in Dublin, gegen die ihr mit dem Treffer zum 2:0 in der 39. Minute ebenfalls ein Tor gelang.

## Erfolge
- Halbfinalist Europameisterschaft 1984